# Campeonato Ecuatoriano de Fútbol 1981
El Campeonato Ecuatoriano de Fútbol 1981, conocido oficialmente como «Campeonato Nacional de Fútbol 1981», fue la 23.ª edición del Campeonato nacional de fútbol profesional de la Serie A en Ecuador. El torneo fue organizado por la Federación Ecuatoriana de Fútbol.
Barcelona se coronó campeón por séptima vez en su historia y se coronó el segundo bicampeonato y único bi-bicampeonato del club torero.
Esta edición tuvo la particularidad de que no contó, en la primera etapa, con el Club Sport Emelec, que jugó por primera y única vez en la Serie B, segunda división del fútbol ecuatoriano, tras haber sufrido su primer y único descenso histórico, después de haber permanecido en la Serie A ininterrumpidamente desde 1957. En cambio, por primera vez en más de 15 años, el Emelec no participó en la máxima categoría.
Emelec, jugó la primera etapa en la Serie B del Campeonato de 1981.
En esta misma edición se dio el regreso del Emelec a la Serie A. El haber disputado el torneo de la Serie B, no era impedimento para que el club "Millonario", se coronara campeón del certamen de máxima categoría en el presente año. El primer partido de reingreso de Emelec a la Serie A, se lo jugó frente a Deportivo Quito. El resultado fue la derrota de los millonarios ante los chullas 3 a 0 en el Atahualpa, ocurrió el 2 de agosto de 1981.

## Sistema de juego
Se repitió el esquema utilizado en las últimas 4 ediciones: volvió a disputarse en 3 etapas. La primera entre 10 equipos. Los 2 últimos descendieron a media temporada. Los 3 primeros clasificaron al triangular final. Ascendieron 2 equipos desde la Serie B. En la segunda, lo mismo. Luego de 18 encuentros, descendieron los 2 últimos y clasificaron al triangular los 3 mejores.

## Primera etapa

### Relevo semestral de clubes
| Pos. | de la Segunda etapa de la Serie A |
| ---- | --------------------------------- |
| 9º   | Emelec                            |
| 10º  | Liga de Cuenca                    |

| Pos. | de la Segunda etapa de la Serie B |
| ---- | --------------------------------- |
| 1º   | Liga de Portoviejo                |
| 2º   | Deportivo Cuenca                  |

### Datos de los clubes
| Equipo                | Ciudad              | Provincia  |
| --------------------- | ------------------- | ---------- |
| América de Quito      | Quito               | Pichincha  |
| Barcelona             | Guayaquil           | Guayas     |
| Deportivo Cuenca      | Cuenca              | Azuay      |
| Deportivo Quito       | Quito               | Pichincha  |
| El Nacional           | Quito               | Pichincha  |
| Everest               | Guayaquil / Milagro | Guayas     |
| Liga de Portoviejo    | Portoviejo          | Manabí     |
| Liga de Quito         | Quito               | Pichincha  |
| Técnico Universitario | Ambato              | Tungurahua |
| Universidad Católica  | Quito               | Pichincha  |

### Equipos por ubicación geográfica
| Provincia  | N.º | Equipos                                                                                   |
| ---------- | --- | ----------------------------------------------------------------------------------------- |
| Pichincha  | 5   | - América de Quito - Deportivo Quito - El Nacional - Liga de Quito - Universidad Católica |
| Guayas     | 2   | - Barcelona - Everest                                                                     |
| Azuay      | 1   | - Deportivo Cuenca                                                                        |
| Manabí     | 1   | - Liga de Portoviejo                                                                      |
| Tungurahua | 1   | - Técnico Universitario                                                                   |

| Liga de Portoviejo Barcelona Everest Universidad Católica Liga de Quito El Nacional Deportivo Quito América de Quito Deportivo Cuenca Técnico Universitario |

### Partidos y resultados
| Fecha 1               | Fecha 1   | Fecha 1          |
| Equipo Local          | Resultado | Equipo Visitante |
| --------------------- | --------- | ---------------- |
| Barcelona             | 0 - 0     | El Nacional      |
| Liga de Portoviejo    | 0 - 4     | Everest          |
| Universidad Católica  | 3 - 0     | Deportivo Quito  |
| Técnico Universitario | 0 - 1     | Liga de Quito    |
| América de Quito      | 2 - 0     | Deportivo Cuenca |

| Fecha 2              | Fecha 2   | Fecha 2               |
| Equipo Local         | Resultado | Equipo Visitante      |
| -------------------- | --------- | --------------------- |
| América de Quito     | 1 - 1     | El Nacional           |
| Universidad Católica | 3 - 2     | Liga de Portoviejo    |
| Liga de Quito        | 1 - 0     | Barcelona             |
| Deportivo Cuenca     | 1 - 0     | Deportivo Quito       |
| Everest              | 5 - 1     | Técnico Universitario |

| Fecha 3               | Fecha 3   | Fecha 3              |
| Equipo Local          | Resultado | Equipo Visitante     |
| --------------------- | --------- | -------------------- |
| Técnico Universitario | 2 - 0     | Universidad Católica |
| Deportivo Quito       | 4 - 1     | Everest              |
| Barcelona             | 3 - 2     | América de Quito     |
| El Nacional           | 3 - 3     | Liga de Quito        |
| Liga de Portoviejo    | 0 - 0     | Deportivo Cuenca     |

| Fecha 4              | Fecha 4   | Fecha 4               |
| Equipo Local         | Resultado | Equipo Visitante      |
| -------------------- | --------- | --------------------- |
| Deportivo Cuenca     | 2 - 1     | Técnico Universitario |
| Everest              | 0 - 3     | Barcelona             |
| Deportivo Quito      | 1 - 2     | América de Quito      |
| El Nacional          | 2 - 0     | Liga de Portoviejo    |
| Universidad Católica | 2 - 2     | Liga de Quito         |

| Fecha 5               | Fecha 5   | Fecha 5          |
| Equipo Local          | Resultado | Equipo Visitante |
| --------------------- | --------- | ---------------- |
| Deportivo Quito       | 0 - 0     | Barcelona        |
| Liga de Portoviejo    | 0 - 0     | América de Quito |
| Universidad Católica  | 3 - 3     | Deportivo Cuenca |
| Everest               | 2 - 0     | Liga de Quito    |
| Técnico Universitario | 1 - 2     | El Nacional      |

| Fecha 6          | Fecha 6   | Fecha 6               |
| Equipo Local     | Resultado | Equipo Visitante      |
| ---------------- | --------- | --------------------- |
| Deportivo Quito  | 0 - 0     | El Nacional           |
| Liga de Quito    | 2 - 2     | Liga de Portoviejo    |
| Deportivo Cuenca | 2 - 0     | Everest               |
| Barcelona        | 2 - 1     | Universidad Católica  |
| América de Quito | 1 - 1     | Técnico Universitario |

| Fecha 7               | Fecha 7   | Fecha 7          |
| Equipo Local          | Resultado | Equipo Visitante |
| --------------------- | --------- | ---------------- |
| Everest               | 3 - 2     | El Nacional      |
| Liga de Portoviejo    | 3 - 0     | Deportivo Quito  |
| Técnico Universitario | 0 - 1     | Barcelona        |
| Liga de Quito         | 2 - 0     | Deportivo Cuenca |
| Universidad Católica  | 0 - 0     | América de Quito |

| Fecha 8              | Fecha 8   | Fecha 8               |
| Equipo Local         | Resultado | Equipo Visitante      |
| -------------------- | --------- | --------------------- |
| Barcelona            | 1 - 0     | Liga de Portoviejo    |
| Deportivo Cuenca     | 1 - 0     | El Nacional           |
| América de Quito     | 0 - 1     | Liga de Quito         |
| Universidad Católica | 4 - 0     | Everest               |
| Deportivo Quito      | 2 - 0     | Técnico Universitario |

| Fecha 9               | Fecha 9   | Fecha 9            |
| Equipo Local          | Resultado | Equipo Visitante   |
| --------------------- | --------- | ------------------ |
| Técnico Universitario | 1 - 1     | Liga de Portoviejo |
| Everest               | 1 - 0     | América de Quito   |
| Deportivo Cuenca      | 0 - 0     | Barcelona          |
| Deportivo Quito       | 0 - 2     | Liga de Quito      |
| Universidad Católica  | 0 - 1     | El Nacional        |

| Fecha 10         | Fecha 10  | Fecha 10              |
| Equipo Local     | Resultado | Equipo Visitante      |
| ---------------- | --------- | --------------------- |
| Deportivo Cuenca | 2 - 3     | América de Quito      |
| El Nacional      | 1 - 0     | Barcelona             |
| Deportivo Quito  | 1 - 2     | Universidad Católica  |
| Liga de Quito    | 1 - 1     | Técnico Universitario |
| Everest          | 3 - 3     | Liga de Portoviejo    |

| Fecha 11              | Fecha 11  | Fecha 11             |
| Equipo Local          | Resultado | Equipo Visitante     |
| --------------------- | --------- | -------------------- |
| Barcelona             | 1 - 0     | Liga de Quito        |
| Técnico Universitario | 2 - 1     | Everest              |
| Deportivo Quito       | 1 - 0     | Deportivo Cuenca     |
| El Nacional           | 2 - 1     | América de Quito     |
| Liga de Portoviejo    | 1 - 0     | Universidad Católica |

| Fecha 12             | Fecha 12  | Fecha 12              |
| Equipo Local         | Resultado | Equipo Visitante      |
| -------------------- | --------- | --------------------- |
| Deportivo Cuenca     | 1 - 0     | Liga de Portoviejo    |
| Universidad Católica | 1 - 0     | Técnico Universitario |
| Liga de Quito        | 1 - 0     | El Nacional           |
| Everest              | 1 - 1     | Deportivo Quito       |
| América de Quito     | 1 - 0     | Barcelona             |

| Fecha 13              | Fecha 13  | Fecha 13             |
| Equipo Local          | Resultado | Equipo Visitante     |
| --------------------- | --------- | -------------------- |
| Liga de Portoviejo    | 3 - 0     | El Nacional          |
| América de Quito      | 1 - 2     | Deportivo Quito      |
| Técnico Universitario | 3 - 0     | Deportivo Cuenca     |
| Barcelona             | 3 - 1     | Everest              |
| Liga de Quito         | 1 - 1     | Universidad Católica |

| Fecha 14         | Fecha 14  | Fecha 14              |
| Equipo Local     | Resultado | Equipo Visitante      |
| ---------------- | --------- | --------------------- |
| El Nacional      | 0 - 1     | Técnico Universitario |
| Barcelona        | 5 - 1     | Deportivo Quito       |
| América de Quito | 1 - 0     | Liga de Portoviejo    |
| Liga de Quito    | 3 - 0     | Everest               |
| Deportivo Cuenca | 0 - 0     | Universidad Católica  |

| Fecha 15              | Fecha 15  | Fecha 15         |
| Equipo Local          | Resultado | Equipo Visitante |
| --------------------- | --------- | ---------------- |
| Liga de Portoviejo    | 2 - 3     | Liga de Quito    |
| Everest               | 2 - 1     | Deportivo Cuenca |
| Universidad Católica  | 3 - 1     | Barcelona        |
| Técnico Universitario | 4 - 0     | América de Quito |
| El Nacional           | 0 - 0     | Deportivo Quito  |

| Fecha 16         | Fecha 16  | Fecha 16              |
| Equipo Local     | Resultado | Equipo Visitante      |
| ---------------- | --------- | --------------------- |
| Barcelona        | 2 - 0     | Técnico Universitario |
| Deportivo Quito  | 1 - 0     | Liga de Portoviejo    |
| El Nacional      | 2 - 1     | Everest               |
| Deportivo Cuenca | 0 - 0     | Liga de Quito         |
| América de Quito | 2 - 2     | Universidad Católica  |

| Fecha 17              | Fecha 17  | Fecha 17             |
| Equipo Local          | Resultado | Equipo Visitante     |
| --------------------- | --------- | -------------------- |
| Liga de Quito         | 2 - 1     | América de Quito     |
| El Nacional           | 0 - 0     | Deportivo Cuenca     |
| Técnico Universitario | 0 - 1     | Deportivo Quito      |
| Liga de Portoviejo    | 2 - 5     | Barcelona            |
| Everest               | 2 - 1     | Universidad Católica |

| Fecha 18           | Fecha 18  | Fecha 18              |
| Equipo Local       | Resultado | Equipo Visitante      |
| ------------------ | --------- | --------------------- |
| Liga de Quito      | 3 - 2     | Deportivo Quito       |
| Liga de Portoviejo | 2 - 1     | Técnico Universitario |
| Barcelona          | 2 - 1     | Deportivo Cuenca      |
| América de Quito   | 1 - 0     | Everest               |
| El Nacional        | 1 - 0     | Universidad Católica  |

### Tabla de posiciones
|  |  |     | Equipo                | PJ | PG | PE | PP | GF | GC | DG  | PTS | PB |
|  |  | --- | --------------------- | -- | -- | -- | -- | -- | -- | --- | --- | -- |
|  |  | 1.  | Barcelona             | 18 | 11 | 3  | 4  | 29 | 14 | +15 | 25  | 3  |
|  |  | 2.  | Liga de Quito         | 18 | 10 | 5  | 3  | 27 | 18 | +9  | 25  | 2  |
|  |  | 3.  | El Nacional           | 18 | 7  | 6  | 5  | 17 | 16 | +1  | 20  | 1  |
|  |  | 4.  | Universidad Católica  | 18 | 6  | 6  | 6  | 26 | 21 | +5  | 18  |    |
|  |  | 5.  | Deportivo Cuenca      | 18 | 5  | 6  | 7  | 15 | 19 | -4  | 16  |    |
|  |  | 6.  | América de Quito      | 18 | 6  | 4  | 8  | 21 | 27 | -6  | 16  |    |
|  |  | 7.  | Everest               | 18 | 7  | 2  | 9  | 27 | 33 | -6  | 16  |    |
|  |  | 8.  | Deportivo Quito       | 18 | 6  | 4  | 8  | 17 | 24 | -7  | 16  |    |
|  |  | 9.  | Técnico Universitario | 18 | 6  | 2  | 10 | 19 | 22 | -3  | 14  |    |
|  |  | 10. | Liga de Portoviejo    | 18 | 5  | 4  | 9  | 26 | 30 | -4  | 14  |    |

PJ = Partidos jugados; PG = Partidos ganados; PE = Partidos empatados; PP = Partidos perdidos; GF = Goles a favor; GC = Goles en contra; DG = Diferencia de gol; PTS = Puntos; PB = Puntos de bonificación
|  | Clasificaron al Triangular final. |
|  | Descendieron a la Serie B.        |

## Segunda etapa

### Relevo semestral de clubes
| Pos. | de la Primera etapa de la Serie A |
| ---- | --------------------------------- |
| 9º   | Técnico Universitario             |
| 10º  | Liga de Portoviejo                |

| Pos. | de la Primera etapa de la Serie B |
| ---- | --------------------------------- |
| 1º   | Emelec                            |
| 2º   | 9 de Octubre                      |

### Datos de los clubes
| Equipo               | Ciudad              | Provincia |
| -------------------- | ------------------- | --------- |
| América de Quito     | Quito               | Pichincha |
| Barcelona            | Guayaquil           | Guayas    |
| Deportivo Cuenca     | Cuenca              | Azuay     |
| Deportivo Quito      | Quito               | Pichincha |
| El Nacional          | Quito               | Pichincha |
| Emelec               | Guayaquil           | Guayas    |
| Everest              | Guayaquil / Milagro | Guayas    |
| Liga de Quito        | Quito               | Pichincha |
| Universidad Católica | Quito               | Pichincha |
| 9 de Octubre         | Guayaquil / Milagro | Guayas    |

### Equipos por ubicación geográfica
| Provincia | N.º | Equipos                                                                                   |
| --------- | --- | ----------------------------------------------------------------------------------------- |
| Pichincha | 5   | - América de Quito - Deportivo Quito - El Nacional - Liga de Quito - Universidad Católica |
| Guayas    | 4   | - Barcelona - Emelec - Everest - 9 de Octubre                                             |
| Azuay     | 1   | - Deportivo Cuenca                                                                        |

| Barcelona Emelec Everest 9 de Octubre Universidad Católica Liga de Quito El Nacional Deportivo Quito América de Quito Deportivo Cuenca |

### Partidos y resultados
| Fecha 1          | Fecha 1   | Fecha 1              |
| Equipo Local     | Resultado | Equipo Visitante     |
| ---------------- | --------- | -------------------- |
| Barcelona        | 2 - 0     | Liga de Quito        |
| América de Quito | 2 - 0     | 9 de Octubre         |
| Deportivo Quito  | 3 - 0     | Emelec               |
| Deportivo Cuenca | 1 - 0     | Universidad Católica |
| Everest          | 1 - 1     | El Nacional          |

| Fecha 2              | Fecha 2   | Fecha 2          |
| Equipo Local         | Resultado | Equipo Visitante |
| -------------------- | --------- | ---------------- |
| 9 de Octubre         | 2 - 1     | Deportivo Quito  |
| El Nacional          | 2 - 1     | Deportivo Cuenca |
| Barcelona            | 2 - 2     | Emelec           |
| Universidad Católica | 1 - 0     | América de Quito |
| Liga de Quito        | 4 - 0     | Everest          |

| Fecha 3          | Fecha 3   | Fecha 3              |
| Equipo Local     | Resultado | Equipo Visitante     |
| ---------------- | --------- | -------------------- |
| Deportivo Quito  | 1 - 1     | América de Quito     |
| Deportivo Cuenca | 1 - 2     | Liga de Quito        |
| Barcelona        | 1 - 0     | 9 de Octubre         |
| Everest          | 0 - 3     | Emelec               |
| El Nacional      | 1 - 0     | Universidad Católica |

| Fecha 4              | Fecha 4   | Fecha 4          |
| Equipo Local         | Resultado | Equipo Visitante |
| -------------------- | --------- | ---------------- |
| América de Quito     | 0 - 0     | Barcelona        |
| Emelec               | 0 - 0     | Deportivo Cuenca |
| 9 de Octubre         | 1 - 1     | Everest          |
| Universidad Católica | 3 - 0     | Deportivo Quito  |
| Liga de Quito        | 2 - 2     | El Nacional      |

| Fecha 5          | Fecha 5   | Fecha 5              |
| Equipo Local     | Resultado | Equipo Visitante     |
| ---------------- | --------- | -------------------- |
| Everest          | 0 - 0     | América de Quito     |
| Barcelona        | 3 - 0     | Deportivo Quito      |
| El Nacional      | 5 - 0     | Emelec               |
| Deportivo Cuenca | 1 - 0     | 9 de Octubre         |
| Liga de Quito    | 1 - 1     | Universidad Católica |

| Fecha 6              | Fecha 6   | Fecha 6          |
| Equipo Local         | Resultado | Equipo Visitante |
| -------------------- | --------- | ---------------- |
| Universidad Católica | 0 - 1     | Barcelona        |
| Emelec               | 3 - 1     | Liga de Quito    |
| 9 de Octubre         | 2 - 0     | El Nacional      |
| América de Quito     | 5 - 4     | Deportivo Cuenca |
| Deportivo Quito      | 5 - 0     | Everest          |

| Fecha 7          | Fecha 7   | Fecha 7              |
| Equipo Local     | Resultado | Equipo Visitante     |
| ---------------- | --------- | -------------------- |
| Deportivo Cuenca | 2 - 1     | Deportivo Quito      |
| Liga de Quito    | 5 - 0     | 9 de Octubre         |
| El Nacional      | 2 - 0     | América de Quito     |
| Barcelona        | 1 - 1     | Everest              |
| Emelec           | 2 - 0     | Universidad Católica |

| Fecha 8              | Fecha 8   | Fecha 8          |
| Equipo Local         | Resultado | Equipo Visitante |
| -------------------- | --------- | ---------------- |
| Liga de Quito        | 1 - 2     | América de Quito |
| Barcelona            | 5 - 0     | Deportivo Cuenca |
| Universidad Católica | 3 - 0     | Everest          |
| 9 de Octubre         | 2 - 2     | Emelec           |
| El Nacional          | 1 - 1     | Deportivo Quito  |

| Fecha 9          | Fecha 9   | Fecha 9              |
| Equipo Local     | Resultado | Equipo Visitante     |
| ---------------- | --------- | -------------------- |
| Liga de Quito    | 1 - 0     | Deportivo Quito      |
| El Nacional      | 3 - 0     | Barcelona            |
| Emelec           | 2 - 0     | América de Quito     |
| Deportivo Cuenca | 4 - 1     | Everest              |
| 9 de Octubre     | 0 - 0     | Universidad Católica |

| Fecha 10             | Fecha 10  | Fecha 10         |
| Equipo Local         | Resultado | Equipo Visitante |
| -------------------- | --------- | ---------------- |
| 9 de Octubre         | 2 - 3     | América de Quito |
| Emelec               | 4 - 0     | Deportivo Quito  |
| Universidad Católica | 1 - 1     | Deportivo Cuenca |
| El Nacional          | 1 - 1     | Everest          |
| Liga de Quito        | 2 - 0     | Barcelona        |

| Fecha 11         | Fecha 11  | Fecha 11             |
| Equipo Local     | Resultado | Equipo Visitante     |
| ---------------- | --------- | -------------------- |
| Deportivo Quito  | 1 - 2     | 9 de Octubre         |
| América de Quito | 0 - 1     | Universidad Católica |
| Deportivo Cuenca | 0 - 0     | El Nacional          |
| Emelec           | 0 - 3     | Barcelona            |
| Everest          | 1 - 1     | Liga de Quito        |

| Fecha 12             | Fecha 12  | Fecha 12         |
| Equipo Local         | Resultado | Equipo Visitante |
| -------------------- | --------- | ---------------- |
| 9 de Octubre         | 4 - 1     | Barcelona        |
| Liga de Quito        | 1 - 2     | Deportivo Cuenca |
| Universidad Católica | 3 - 2     | El Nacional      |
| Emelec               | 2 - 3     | Everest          |
| América de Quito     | 0 - 1     | Deportivo Quito  |

| Fecha 13         | Fecha 13  | Fecha 13             |
| Equipo Local     | Resultado | Equipo Visitante     |
| ---------------- | --------- | -------------------- |
| Deportivo Cuenca | 1 - 0     | Emelec               |
| El Nacional      | 1 - 1     | Liga de Quito        |
| Everest          | 3 - 2     | 9 de Octubre         |
| Barcelona        | 1 - 1     | América de Quito     |
| Deportivo Quito  | 1 - 1     | Universidad Católica |

| Fecha 14             | Fecha 14  | Fecha 14         |
| Equipo Local         | Resultado | Equipo Visitante |
| -------------------- | --------- | ---------------- |
| América de Quito     | 1 - 1     | Everest          |
| Emelec               | 2 - 1     | El Nacional      |
| 9 de Octubre         | 3 - 0     | Deportivo Cuenca |
| Universidad Católica | 0 - 2     | Liga de Quito    |
| Deportivo Quito      | 0 - 0     | Barcelona        |

| Fecha 15         | Fecha 15  | Fecha 15             |
| Equipo Local     | Resultado | Equipo Visitante     |
| ---------------- | --------- | -------------------- |
| Everest          | 3 - 1     | Deportivo Quito      |
| Barcelona        | 4 - 1     | Universidad Católica |
| Deportivo Cuenca | 0 - 1     | América de Quito     |
| El Nacional      | 1 - 0     | 9 de Octubre         |
| Liga de Quito    | 2 - 0     | Emelec               |

| Fecha 16             | Fecha 16  | Fecha 16         |
| Equipo Local         | Resultado | Equipo Visitante |
| -------------------- | --------- | ---------------- |
| Universidad Católica | 5 - 2     | Emelec           |
| 9 de Octubre         | 3 - 0     | Liga de Quito    |
| Everest              | 2 - 2     | Barcelona        |
| Deportivo Quito      | 4 - 0     | Deportivo Cuenca |
| América de Quito     | 1 - 1     | El Nacional      |

| Fecha 17         | Fecha 17  | Fecha 17             |
| Equipo Local     | Resultado | Equipo Visitante     |
| ---------------- | --------- | -------------------- |
| América de Quito | 2 - 2     | Liga de Quito        |
| Deportivo Quito  | 2 - 1     | El Nacional          |
| Everest          | 1 - 0     | Universidad Católica |
| Emelec           | 1 - 1     | 9 de Octubre         |
| Deportivo Cuenca | 4 - 3     | Barcelona            |

| Fecha 18             | Fecha 18  | Fecha 18         |
| Equipo Local         | Resultado | Equipo Visitante |
| -------------------- | --------- | ---------------- |
| Barcelona            | 2 - 1     | El Nacional      |
| Universidad Católica | 2 - 1     | 9 de Octubre     |
| América de Quito     | 2 - 2     | Emelec           |
| Deportivo Quito      | 2 - 1     | Liga de Quito    |
| Everest              | 6 - 1     | Deportivo Cuenca |

### Tabla de posiciones
|  |  |     | Equipo               | PJ | PG | PE | PP | GF | GC | DG  | PTS | PB |
|  |  | --- | -------------------- | -- | -- | -- | -- | -- | -- | --- | --- | -- |
|  |  | 1.  | Barcelona            | 18 | 8  | 5  | 5  | 32 | 23 | +9  | 21  | 3  |
|  |  | 2.  | Liga de Quito        | 18 | 8  | 4  | 6  | 28 | 20 | +8  | 20  | 2  |
|  |  | 3.  | El Nacional          | 18 | 6  | 6  | 6  | 24 | 18 | +6  | 18  | 1  |
|  |  | 5.  | 9 de Octubre         | 18 | 7  | 4  | 7  | 24 | 22 | +2  | 18  |    |
|  |  | 4.  | Universidad Católica | 18 | 7  | 4  | 7  | 22 | 20 | +2  | 18  |    |
|  |  | 7.  | Everest              | 18 | 5  | 8  | 5  | 25 | 33 | -8  | 18  |    |
|  |  | 8.  | Deportivo Quito      | 18 | 7  | 3  | 8  | 28 | 28 | 0   | 17  |    |
|  |  | 8.  | Emelec               | 18 | 6  | 5  | 7  | 29 | 33 | -4  | 17  |    |
|  |  | 9.  | Deportivo Cuenca     | 18 | 7  | 3  | 8  | 23 | 35 | -12 | 17  |    |
|  |  | 10. | América de Quito     | 18 | 4  | 8  | 6  | 18 | 21 | -3  | 16  |    |

PJ = Partidos jugados; PG = Partidos ganados; PE = Partidos empatados; PP = Partidos perdidos; GF = Goles a favor; GC = Goles en contra; DG = Diferencia de gol; PTS = Puntos; PB = Puntos de bonificación
|  | Clasificaron al Triangular final. |
|  | Descendieron a la Serie B.        |

## Triangular final

### Partidos y resultados
| Fecha 1      | Fecha 1   | Fecha 1          |
| Equipo Local | Resultado | Equipo Visitante |
| ------------ | --------- | ---------------- |
| Barcelona    | 2 - 1     | Liga de Quito    |

| Fecha 2      | Fecha 2   | Fecha 2          |
| Equipo Local | Resultado | Equipo Visitante |
| ------------ | --------- | ---------------- |
| El Nacional  | 2 - 1     | Barcelona        |

| Fecha 3       | Fecha 3   | Fecha 3          |
| Equipo Local  | Resultado | Equipo Visitante |
| ------------- | --------- | ---------------- |
| Liga de Quito | 2 - 5     | El Nacional      |

| Fecha 4       | Fecha 4   | Fecha 4          |
| Equipo Local  | Resultado | Equipo Visitante |
| ------------- | --------- | ---------------- |
| Barcelona (C) | 1 - 0     | El Nacional      |

| Fecha 5      | Fecha 5   | Fecha 5          |
| Equipo Local | Resultado | Equipo Visitante |
| ------------ | --------- | ---------------- |
| El Nacional  | 2 - 2     | Liga de Quito    |

| Fecha 6       | Fecha 6   | Fecha 6          |
| Equipo Local  | Resultado | Equipo Visitante |
| ------------- | --------- | ---------------- |
| Liga de Quito | 3 - 2     | Barcelona        |

### Tabla de posiciones
|     |  |    | Equipo        | PJ | PG | PE | PP | GF | GC | DG | PT | PTRI | PB |
| --- |  | -- | ------------- | -- | -- | -- | -- | -- | -- | -- | -- | ---- | -- |
| (C) |  | 1. | Barcelona     | 4  | 2  | 0  | 2  | 6  | 6  | 0  | 10 | 4    | 6  |
|     |  | 2. | El Nacional   | 4  | 2  | 1  | 1  | 9  | 6  | +3 | 7  | 5    | 2  |
|     |  | 3. | Liga de Quito | 4  | 1  | 1  | 2  | 8  | 11 | -3 | 7  | 3    | 4  |

PJ = Partidos jugados; PG = Partidos ganados; PE = Partidos empatados; PP = Partidos perdidos; GF = Goles a favor; GC = Goles en contra; DG = Diferencia de gol; PT = Puntos totales; PTRI = Puntos triangular; PB = Puntos de bonificación
| (C) | Campeón, clasificó a la Copa Libertadores 1982. |
|     | Disputaron el Desempate por el subtítulo.       |

### Campeón
|                                            |
|                                            |
| Campeón Barcelona Sporting Club 7.º título |

## Desempate por el subtítulo

### Partidos y resultados
| Fecha 1      | Fecha 1   | Fecha 1          |
| Equipo Local | Resultado | Equipo Visitante |
| ------------ | --------- | ---------------- |
| El Nacional  | 2 - 2     | Liga de Quito    |

| Fecha 2            | Fecha 2   | Fecha 2          |
| Equipo Local       | Resultado | Equipo Visitante |
| ------------------ | --------- | ---------------- |
| Liga de Quito (SC) | 2 - 1     | El Nacional      |

 Liga Deportiva Universitaria es el subcampeón y clasificó a la Copa Libertadores 1982 con el marcador global de 4-3.

## Goleadores
| Jugador             | Equipo             | Goles |
| ------------------- | ------------------ | ----- |
| Paulo César         | Liga de Quito      | 25    |
| Alcides de Oliveira | Barcelona          | 21    |
| Arístides Rodríguez | Liga de Portoviejo | 20    |